# Wettersteingebergte
Het Wettersteingebergte is een bergketen behorend tot de Noordelijke Kalkalpen. De bergketen ligt op de grens tussen Duitsland en Oostenrijk, tussen de Tiroler gemeente Ehrwald en de Beierse gemeente Mittenwald, ten zuiden van Garmisch-Partenkirchen. Ten noorden van het gebergte ligt het Werdenfelser Land, in het oosten wordt het begrensd door de rivier de Isar en het daarachterliggende Karwendelgebergte, in het zuiden wordt het begrensd door het Gaistal en het daarachterliggende Miemingergebergte.
De belangrijkste bergtoppen van het bergmassief zijn de Zugspitze (2962 m), de Schneefernerkopf (2874 m), de Hochwanner (2744 m), de Dreitorspitze (2633 m) en de Alpspitze (2629 m). De Jubiläumsgrat (lett. Jubileumskam) is de oostelijke kam van de Zugspitze en verbindt deze hoogste berg van Duitsland via de toppen Innere Höllentalspitze, Mittlere Höllentalspitze en Äußere Höllentalspitze met de Alpspitze. De Zugspitze wordt via meerdere routes veelvuldig beklommen en ook de Alpspitze is vanwege meerdere kliminstallaties een geliefde beklimming. Het gebied rondom de Oberreintalhütte en de zuidzijden van de Schüsselkarspitze en de Scharnitzspitze zijn bekend vanwege de bergbeklimmingsroutes in allerlei moeilijkheidsgraden over vast, glibberig kalksteen. De zuidzijde bij het Gaistal is duidelijk rustiger dan de noordzijde van de bergkam. In het noordoosten ligt de Arnspitzgroep, waarvan de Große Arnspitze de hoogste top vormt.
De Deutsche Alpenverein (DAV) bezit zes berghutten met een overnachtingsmogelijkheid in het Wettersteingebergte, het Münchner Haus (2964 m), de Meilerhütte (2366 m), de Knorrhütte (2052 m), het Kreuzeckhaus of Adolf-Zoeppritz-Haus (1652 m), de Höllentalangerhütte (1379 m) en de Reintalangerhütte (1366 m). Verder bieden ook de particuliere hutten Schachenhaus (1866 m) en de Wiener Neustädter Hütte (2209 m) de bergbeklimmers en wandelaars bescherming en onderdak. Sinds 1920 pacht de afdeling München van de DAV de Waxensteinhütte (ook wel Alplhütte of Aiplehütte), waar bergbeklimmers zelfvoorzienend een schuilplaats kunnen vinden.

## Toppen
Belangrijke toppen van het Wettersteingebergte, waaronder de tien hoogste:
1. Zugspitze, 2962 m
2. Schneefernerkopf, 2875 m
3. Zugspitzeck, 2820 m
4. Nördliche Wetterspitze, 2750 m
5. Mittlere Wetterspitze, 2750 m
6. Hochwanner, 2746 m
7. Mittlere Höllentalspitze, 2745 m
8. Innere Höllentalspitze, 2743 m
9. Äußere Höllentalspitze, 2721 m
10. Östliche Wetterspitze, 2720 m
11. Hochblassen, 2706 m
12. Leutascher Dreitorspitze, 2682 m
13. Partenkirchner Dreitorspitze, 2633 m
14. Alpspitze, 2629 m
15. Schüsselkarspitze, 2538 m
16. Oberreintalschrofen, 2522 m
17. Öfelekopf, 2479 m
18. Musterstein, 2478 m
19. Großer Waxenstein, 2277 m
20. Predigtstuhl, 2234 m
21. Große Arnspitze, 2196 m
22. Osterfelderkopf, 2050 m
23. Schachen, 1866 m
24. Hoher Kranzberg, 1391 m
25. Eckbauer, 1239 m